# I Got Games
I Got Games Inc. (conosciuta anche come I Got Games o IGG inc., in precedenza Internet Gaming Gate) è un'azienda cinese  sviluppatrice di Videogiochi. La compagnia è stata fondata nel 2006 a Fuzhou, Cina. La I Got Games ha attualmente sede a Singapore, tuttavia sono presenti sedi in Cina, USA, Canada, Giappone, Corea del Sud,  Thailandia, Filippine e Hong Kong. IGG è famosa per lo sviluppo di  videogiochi per dispositivi mobili, in particolare Lords Mobile.

## Storia
IGG è stata creata con l'obiettivo di sviluppare software per terzi, nel 2009 la buona disponibilità economica permise di creare una vera serie di videogiochi, Castle Clash, alla quale ogni anno il nome cambia in base all'anniversario. Il videogioco con più successo fu però Lords Mobile, una vera e propria creazione del proprio regno e battaglie in stile MMO-RPG.
Il 18 ottobre 2013 IGG Inc. Viene quotata alla Borsa di Hong Kong, il trasferimento ufficiale venne però completato il 7 luglio 2015  nel gruppo Growth Enterprise Market al numero 799.HK.